# Sedum sediforme
Sedum sediforme é uma espécie de planta com flor pertencente à família Crassulaceae. 
A autoridade científica da espécie é (Jacq.) Pau, tendo sido publicada em Acta y Memorias Prim. Cong. Nat. Esp., Zaragozo 246. 1909.

## Portugal
Trata-se de uma espécie presente no território português, nomeadamente em Portugal Continental.
Em termos de naturalidade é nativa da região atrás indicada.

## Protecção
Não se encontra protegida por legislação portuguesa ou da Comunidade Europeia.